# 小行星4750
小行星4750（英語：4750 Mukai）是一颗围绕太阳公转的小行星。1990年12月15日，藤井哲也、渡邊和郎在北见发现了此天体。
这颗小行星的绝对星等为140.29719等。